# Saint-Paul-lès-Monestier
Saint-Paul-lès-Monestier ist eine französische Gemeinde mit 284 Einwohnern (Stand: 1. Januar 2022) im Département Isère in der Region Auvergne-Rhône-Alpes (vor 2016 Rhône-Alpes). Sie gehört zum Arrondissement Grenoble und zum Kanton Matheysine-Trièves. Die Einwohner werden Saintpaullous genannt.

## Geographie
Die Gemeinde Saint-Paul-lès-Monestier liegt etwa 28 Kilometer südsüdwestlich von Grenoble zwischen dem Vercors-Massiv im Westen und dem Drac-Tal im Osten. Im Norden bildet die Gresse die Gemeindegrenze. Umgeben wird Saint-Paul-lès-Monestier von den Nachbargemeinden Miribel-Lanchâtre im Norden, Sinard im Nordosten und Osten, Monestier-de-Clermont im Osten und Südosten, Roissard im Süden, Gresse-en-Vercors im Südwesten und Westen sowie Saint-Guillaume im Westen und Nordwesten. Der höchste Punkt im Gemeindegebiet ist der 1807 m hohe Felsgipfel Rocher du Baconnet auf dem Vercors-Kamm.

## Bevölkerungsentwicklung
| Jahr                       | 1962 | 1968 | 1975 | 1982 | 1990 | 1999 | 2011 | 2021 |
| -------------------------- | ---- | ---- | ---- | ---- | ---- | ---- | ---- | ---- |
| Einwohner                  | 142  | 131  | 132  | 160  | 190  | 220  | 248  | 279  |
| Quellen: Cassini und INSEE |      |      |      |      |      |      |      |      |

## Sehenswürdigkeiten
- Kirche Saint-Paul
- Schloss Rivoirache aus dem 16. Jahrhundert

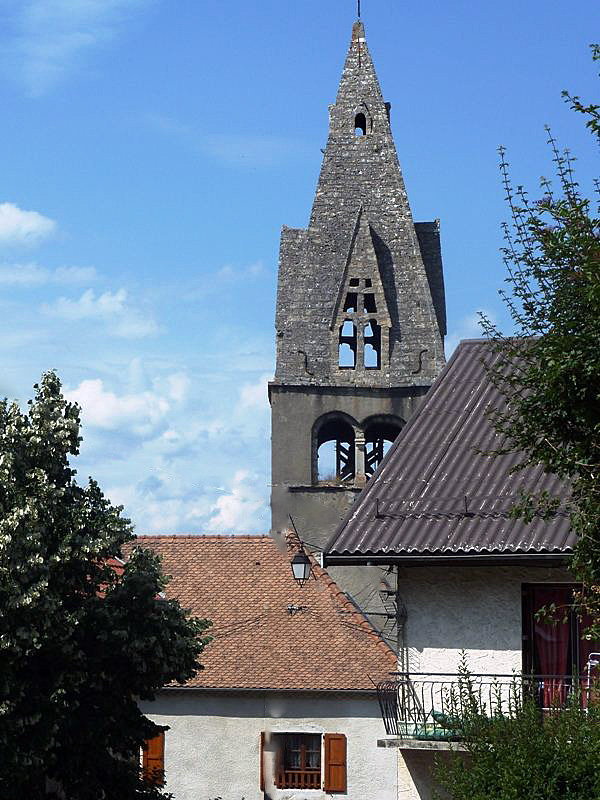
Kirche Saint-Paul
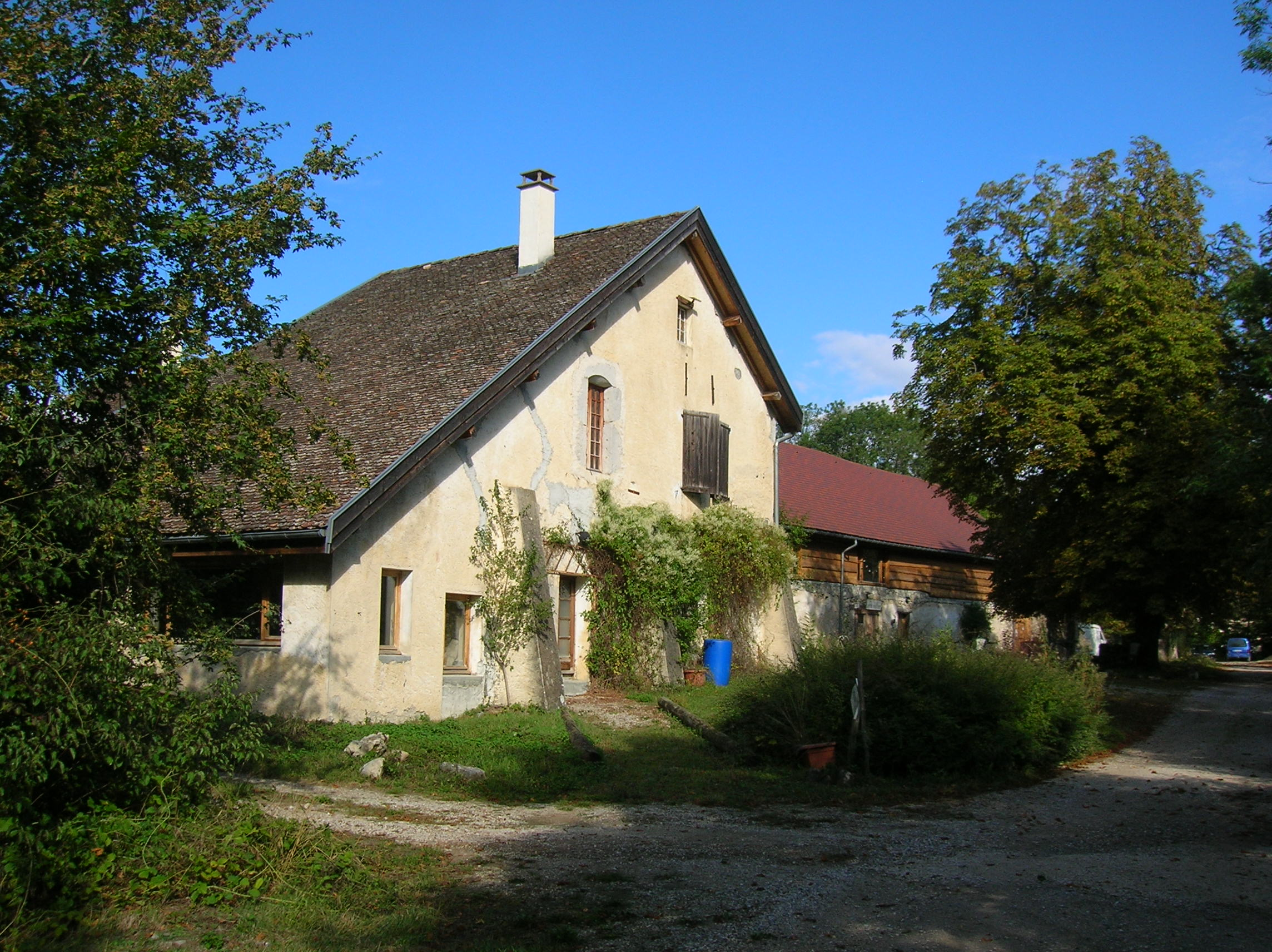
Wirtschaftsflügel am Schloss Rivoirache